# RBU-1200

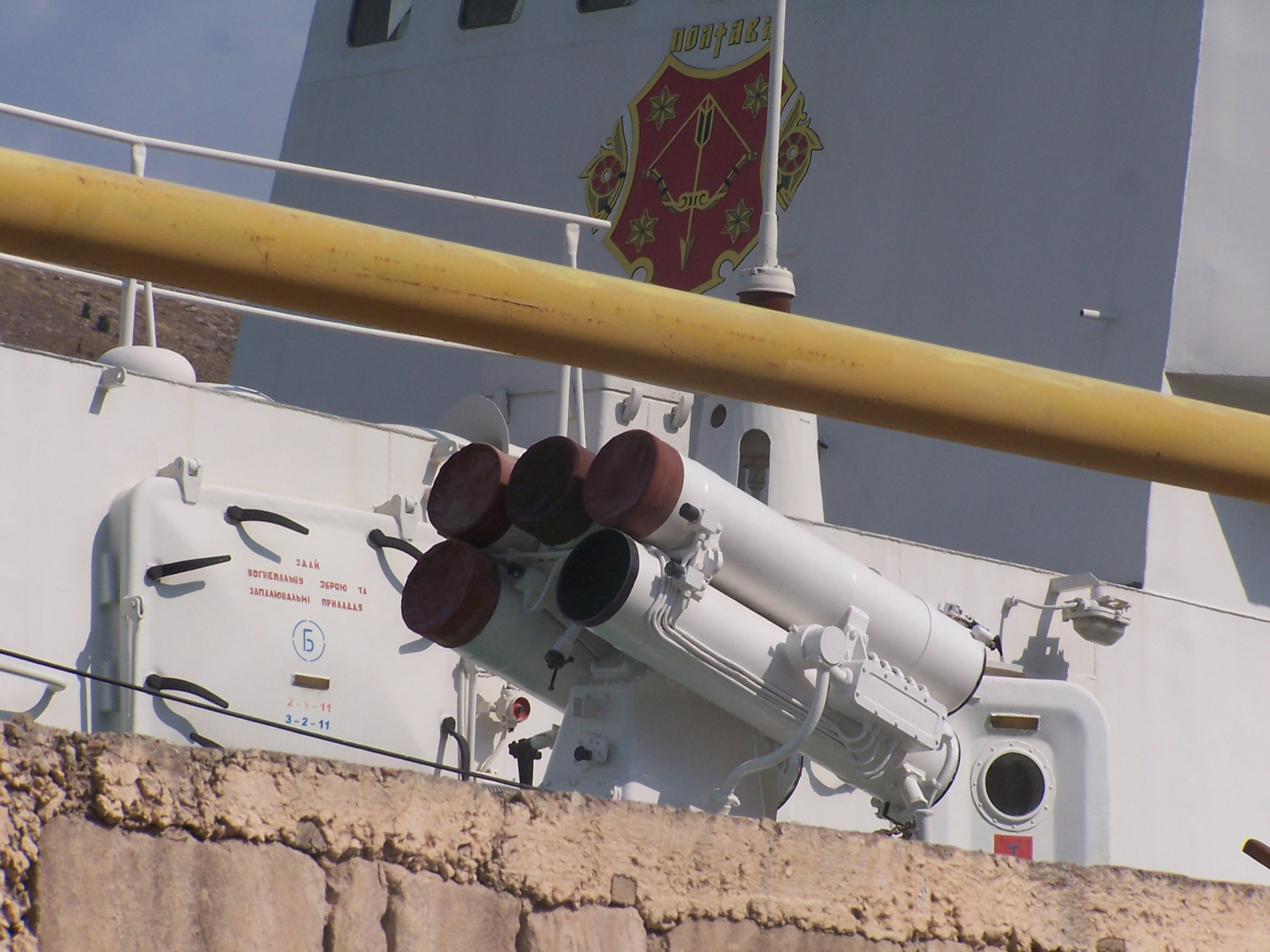
RBU-1200 auf einer Korvette der Pauk-Klasse

Beim RBU-1200 (russisch Реактивная бомбометная установка, Reaktiwnaja bombometnaja ustonowka) handelt es sich um einen sowjetischen Wasserbombenwerfer. Das Waffensystem ähnelt entfernt dem britischen Hedgehog-Werfersystem aus dem Zweiten Weltkrieg.

## Beschreibung
Das System ist sehr leicht und wurde 1955 speziell für kleinere Schiffe entwickelt. Es ist nicht horizontal schwenkbar, gezielt wird mit dem gesamten Schiff, was ein schwerwiegender Nachteil des Waffensystems ist.
Beim RBU-1200 sind fünf Werferrohre in einem System angebracht. Das Nachladen erfolgt manuell. 
Gesteuert wird das System von einem PUS-B-„Uragan“-Feuerleitsystem.

## Technische Daten

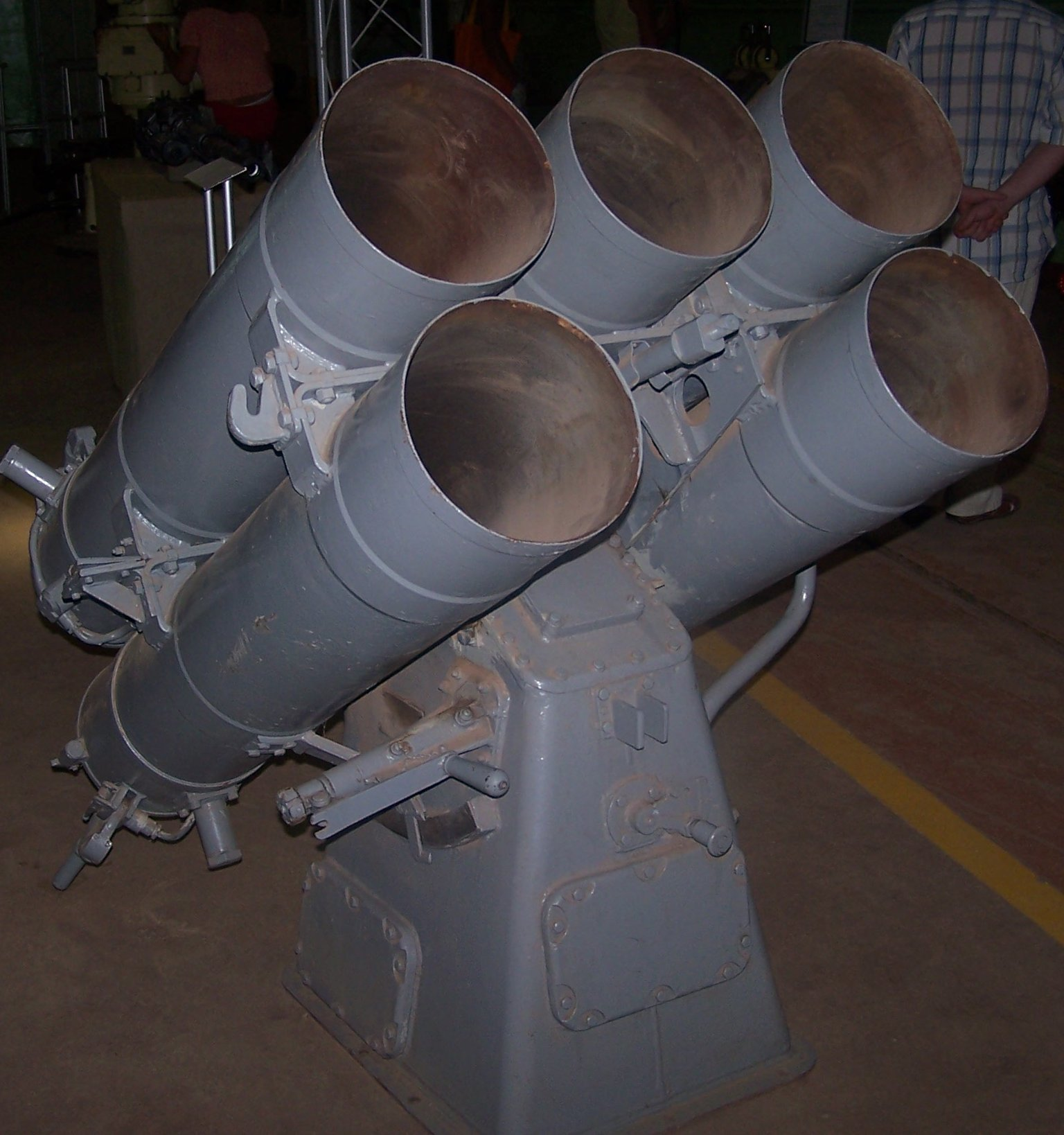
RBU-1200-Werfer im U-Boot-Bunker-Museum Balaklawa

### Raketenwerfer
- Gewicht: 620 kg (leer)
- Länge: 1,38 m
- Höhe: 1,1 m
- Breite: 1,115 m
- Höhenrichtbereich (in Grad): 0 bis 51°
- Seitenrichtbereich (in Grad): 0

### RGB-12
- Gewicht: 73 kg
- Gefechtskopf: 30 kg
- Durchmesser: 251,7 mm
- Länge: 1,24 m
- Reichweite: 400 m bis 1200 m
- Tiefe: bis 350 m
- Sinkgeschwindigkeit: 6,25 m/s

## Waffenplattformen
Auswahl von Schiffsklassen, die mit RBU-1200-Werfersystem ausgestattet sind bzw. waren:
- Projekt 1241.2 (Pauk-Klasse)
- Projekt 266M (Natya-Klasse)
- Projekt 12 (Hai-Klasse)
- Democrația-Klasse

## Andere sowjetische Wasserbombenwerfer
- RBU-1000
- RBU-2500
- RBU-6000
- RBU-12000